# Ruggero II di Sicilia
Ruggero II di Sicilia (Mileto, 22 dicembre 1095 – Palermo, 26 febbraio 1154), conosciuto anche come Ruggero (o Ruggiero) il normanno, figlio e successore di Ruggero I di Sicilia della dinastia degli Altavilla, fu gran conte di Sicilia dal 1105, duca di Puglia dal 1127 e primo re di Sicilia dal 1130 al 1154, divenendo noto come il fondatore del Regnum Siciliæ indipendente. Dopo la nascita del regno, in virtù delle conquiste sulla costa africana, acquisì anche il titolo di re d'Africa.
Gli sono tributati l'accorpamento sotto un unico regno di tutte le conquiste normanne dell'Italia meridionale, della Sicilia e di Malta, l'organizzazione di un governo efficiente, personalizzato e centralizzato, nonché la fondazione del Parlamento siciliano, uno dei più antichi del mondo. Sotto il suo regno la città di Palermo, assurta a capitale, fu arricchita di opere architettoniche e ingegneristiche di grande pregio e raffinatezza, oggi riconosciute come patrimonio dell'umanità.

## Biografia
Nacque a Mileto, in Calabria. Era figlio secondogenito del gran Conte di Sicilia, il normanno Ruggero I d'Altavilla e di Adelasia (o Adelaide) del Vasto. Alla morte del padre, avvenuta a Mileto nel 1101, sua madre riuscì a governare la Sicilia con l'aiuto di valenti consiglieri, mentre lui ed il fratello erano ancora in tenera età. Nel 1105 morì il fratello maggiore Simone e a soli dieci anni Ruggero divenne conte di Sicilia.
Visse la sua infanzia a Palermo ed ebbe precettori greci e arabi, tanto che imparò le lingue greca, latina e araba. Divenuto maggiorenne nel 1112, cessò la reggenza della madre Adelaide del Vasto, e si dimostrò subito in grado di governare con autorità e saggezza, continuando la linea di espansionismo del padre.

### La conquista dell'Italia meridionale

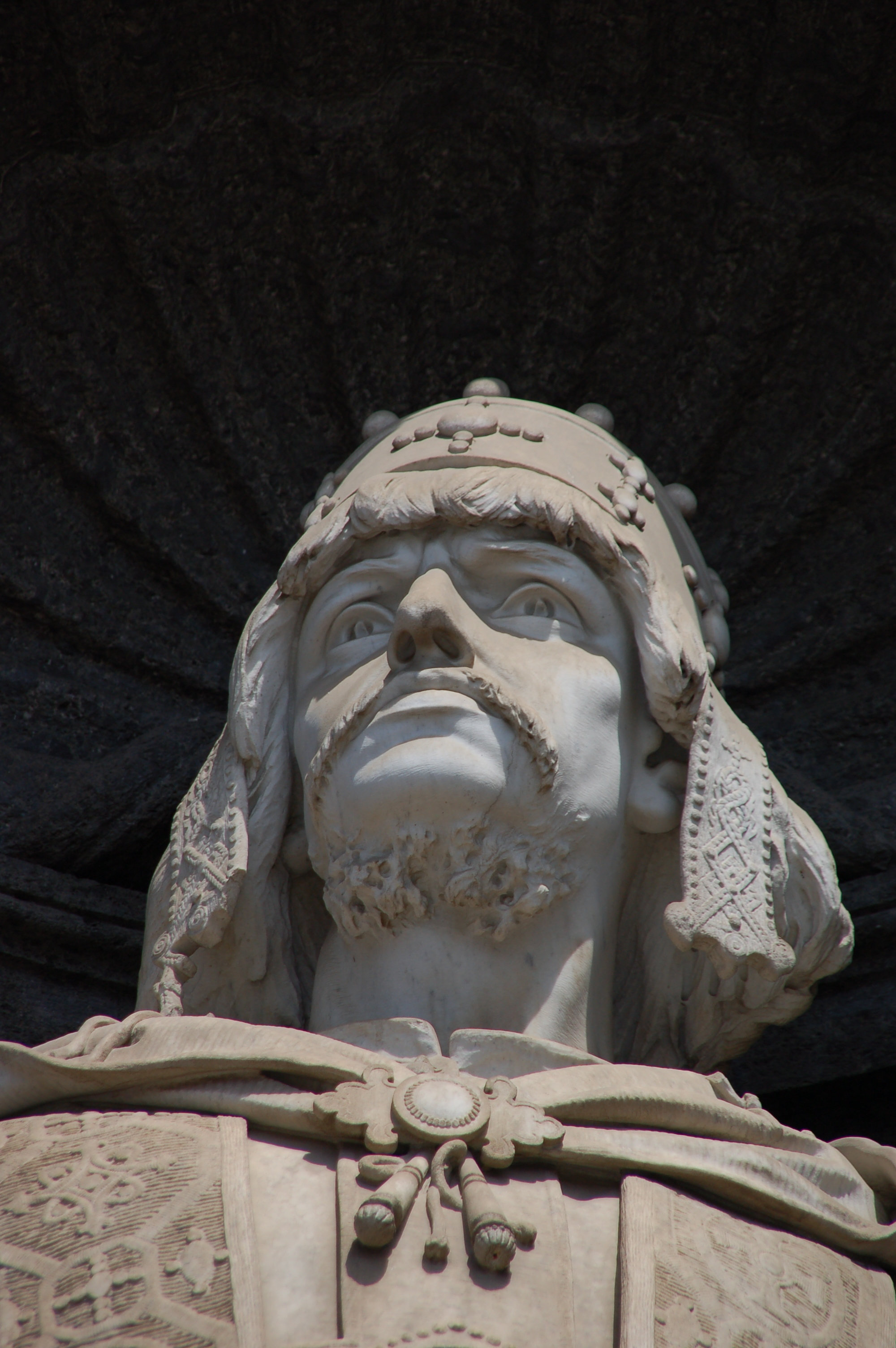
Statua di Ruggero all'ingresso del Palazzo Reale di Napoli

Nel 1121 sorsero le ostilità fra Ruggero II e il cugino Guglielmo, nipote di Roberto il Guiscardo e nuovo duca di Calabria; lo scontro venne risolto solo con l'intervento di papa Callisto II, che riuscì a pacificare i due rivali facendoli giungere ad un accordo, secondo cui il conte di Sicilia procurava al cugino uno squadrone di cavalieri con i quali reprimere la rivolta di Giordano, conte di Ariano; in cambio, Guglielmo abbandonava i propri possedimenti in Sicilia e Calabria. Ruggero II, già principe di Salerno, si recò a Reggio e venne riconosciuto duca di Calabria e di Puglia, Conte di Sicilia con dominio su Amalfi e Gaeta, su parte di Napoli, su Taranto, Capua e Abruzzi.
Quando nel luglio del 1127 Guglielmo, duca di Puglia, morì senza figli, Ruggero reclamò tutti i possedimenti degli Altavilla e la Signoria di Capua. Sbarcò allora nel continente e conquistò senza difficoltà Amalfi e Salerno, dove venne incoronato. Tuttavia l'unione di Sicilia e Puglia era osteggiata da papa Onorio II e dai Signori locali stessi.
A Capua, nel dicembre 1127, partì una spedizione contro Ruggero, mettendo Roberto II di Capua e Rainulfo di Alife (cognato di Ruggero) contro di lui. Tuttavia questa coalizione fallì miseramente e nell'agosto 1128 il Papa fu costretto dalla superiorità militare a nominare nella città di Benevento Ruggero II duca di Puglia, Calabria e Sicilia.
A settembre del 1129 Ruggero fu pubblicamente riconosciuto duca da Napoli, Bari, Capua e dalle altre città. Egli cominciò allora ad imporre l'ordine nei possessi Altavilla, dove il potere del duca era andato indebolendosi.
Per legare insieme tutti questi stati, il titolo reale sembrava essenziale e la morte di Onorio II nel febbraio 1130, seguita da una duplice elezione di un Papa e un Antipapa, avvenne nel momento per lui decisivo. Nell'elezione del nuovo Pontefice scoppiò uno scisma fra Innocenzo II, eletto con l'appoggio dei Frangipane, e Anacleto II, sostenuto dalla famiglia dei Pierleoni. Nella confusione che ne seguì, Innocenzo, pur riconosciuto dalla maggior parte della cristianità, fu costretto a rifugiarsi in Francia; rimase a Roma invece Anacleto II, che tuttavia aveva bisogno di maggiori consensi.

### La Corona di Re

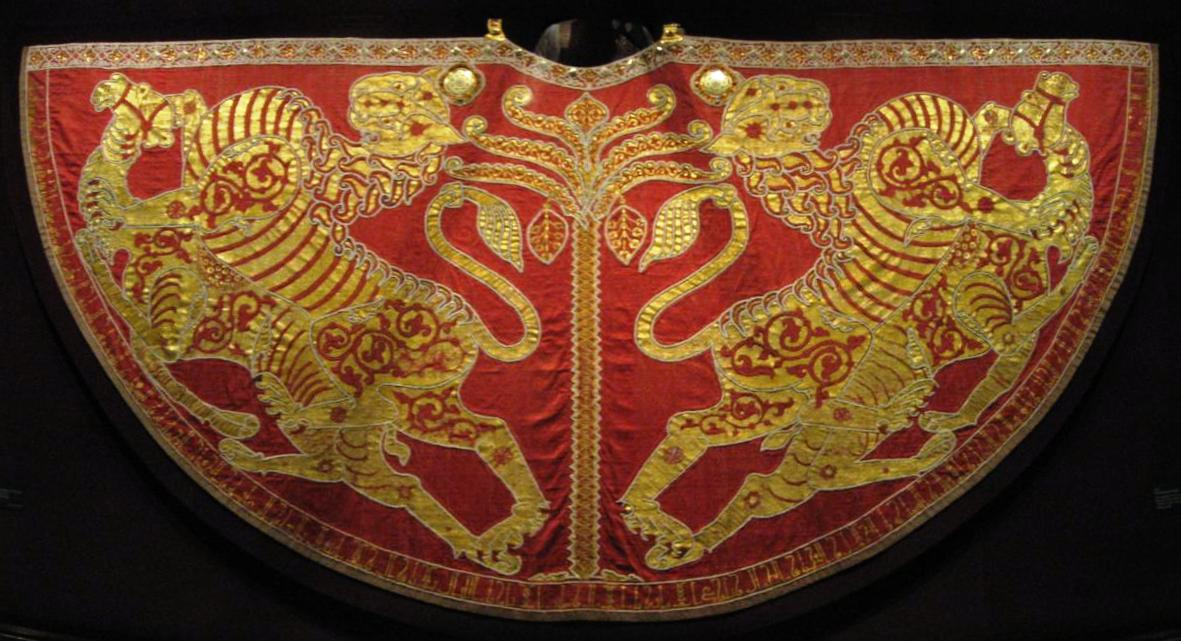
Mantello di Ruggero, con iconografia islamica, facente parte delle insegne imperiali custodite a Vienna.

Dopo lo scisma del 13 febbraio 1130 con la morte di Onorio II, Innocenzo II si rifugiò in Francia e con Anacleto II insediato a Roma, ottenne la corona regia. Ruggero realizzò così un progetto per restaurare un antico Regno di Sicilia (nell'età antica Agatocle si autoproclamò basileus di Sicilia a Siracusa). Il 27 settembre 1130 ottenne l'investitura e partì per Palermo (Prima Sedes, Corona Regis et Regni Caput) dove si fece acclamare re da un’assemblea popolare il 25 dicembre 1130 (la convocazione delle Curiae generales rappresenta prima assise legislativa del Parlamento del Regno di Sicilia ed è così che si può parlare di primo parlamento in senso moderno), e fu incoronato Rex Siciliae, ducatus Apuliae et principatus Capuae (re di Sicilia), probabilmente dall'arcivescovo Pietro.
Tutto ciò spinse Ruggero in una guerra di dieci anni. Bernardo di Chiaravalle, campione di Innocenzo II, mise in piedi una coalizione contro Anacleto ed il suo "Re mezzo pagano". Ad essa si aggiunsero Luigi VI di Francia, Enrico I di Inghilterra e l'Imperatore Lotario II del Sacro Romano Impero.
Nel frattempo il Meridione d'Italia insorse. Alcuni nobili feudatari normanni, che già da tempo mordevano il freno, non accettarono il nuovo sovrano: nel 1132, Rainulfo radunava grandi forze con il suo alleato Roberto II di Capua. La città di Benevento, nonostante fosse usualmente fedele a Ruggero, si consegnò nelle mani dei ribelli che si erano ammassati alle sue porte. Gli eserciti avversi si scontrarono nella Battaglia di Nocera che, dapprima favorevole alle truppe regie, terminò in una disastrosa sconfitta per Ruggero (24 luglio 1132).
Le cose potevano mettersi molto male per Ruggero, già sconfitto e per giunta politicamente inviso a tutti: a complicare le cose per lui infatti, l'imperatore Lotario II era sceso a Roma per farsi incoronare imperatore da Innocenzo II (4 giugno 1133) e se non avesse considerata chiusa la partita, facendo repentinamente ritorno in Germania, avrebbe potuto assestare a Ruggero un colpo definitivo. Il vantaggio così per Ruggero fu tale che egli poté riorganizzarsi: approfittando del fatto che Rainulfo e Roberto si erano recati a Roma per prestare giuramento a Lotario II, Ruggero tornò alla riscossa catturando la moglie di Rainulfo (sua sorella Matilda) e il figlioletto: Rainulfo e Roberto dovettero rientrare precipitosamente e Ruggero li costrinse alla resa (giugno-luglio 1134). Le truppe regie costrinsero Rainulfo, Sergio VII duca di Napoli e gli altri ribelli a sottomettersi, mentre Roberto fu espulso da Capua.

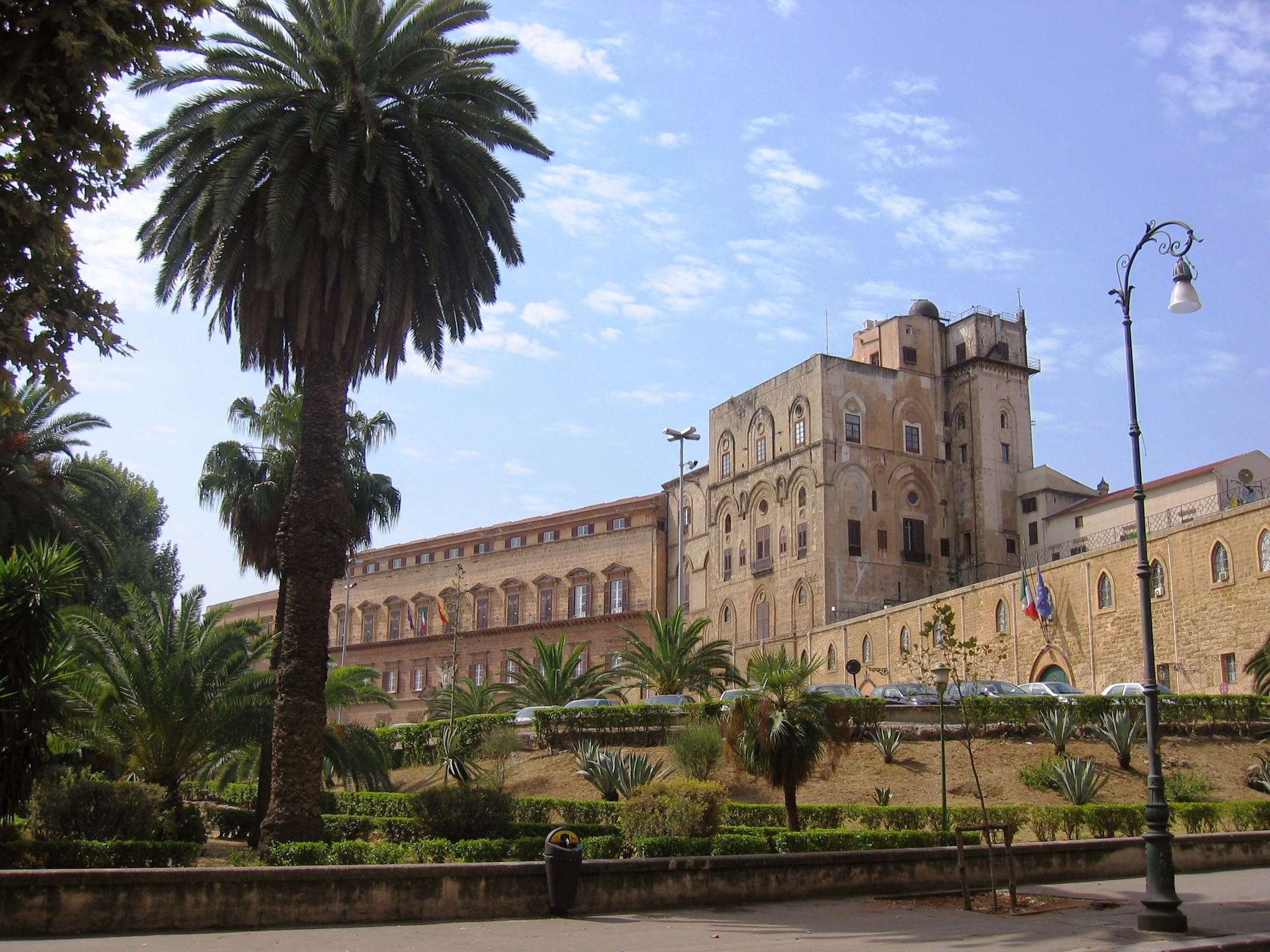
Palazzo dei Normanni a Palermo.

Nel luglio 1135 una nuova rivolta capeggiata da Rainulfo provocò la reazione del re, che entrò in Aversa, Capua e Alife con un esercito guidato dal cancelliere Guarino, costringendo Rainulfo a trovare rifugio a Napoli, unica città a resistere.

### La spedizione dell'Imperatore nel Sud
Contemporaneamente il previsto attacco di Lotario a Ruggero aveva guadagnato l'appoggio di Pisa, Genova e dell'Imperatore d'Oriente Giovanni II Comneno, ciascuno dei quali temeva la crescente potenza del regno normanno.
Nel luglio 1135, una nuova rivolta capeggiata da Rainulfo di Alife provocò la reazione del re Ruggero d’Altavilla, che entrò in Aversa, Capua e Alife con un esercito guidato dal cancelliere Warisius, costringendo Rainulfo a trovare rifugio in Napoli, unica città a resistere.
Nell’anno 1136 l’Imperatore Lotario II di Supplimburgo, guidò un grande esercito nella penisola, Warisius o Warin fu inviato a preparare la difesa, prese il monastero di Montecassino ma si ammalò durante l'assedio e morì a Salerno il 21 gennaio del 1137, il suo posto fu preso dal suo luogotenente Gozzelino.
Nel febbraio 1137 Lotario cominciò a spostarsi verso il Sud e fu raggiunto da Rainulfo e dai ribelli. A giugno assalì e prese Bari. Innocenzo II e Lotario concentrarono a maggio 1137 le proprie armate accanto al castello di Lagopesole e assediarono la città di Melfi, costrinsero Ruggero II alla fuga, quindi riuscirono a conquistare la sua (ex) capitale, Melfi, il 29 giugno.
Il Pontefice tenne il Concilio di Melfi V nel castello del Vulture nell'anno 1137: la più probabile data va dal 29 giugno al 4 luglio. I Padri conciliari decisero la deposizione dell'antipapa Anacleto II. Il 4 luglio Innocenzo II, insieme all'Imperatore Lotario II, delegittimò Ruggero II, in favore di Rainulfo di Alife, della famiglia Drengot, nuovo duca di Puglia.
L'Imperatore rientrò in Germania. Ruggero, liberato dal pericolo incombente, riprese terreno, saccheggiò Capua e costrinse Sergio VII ad accettarlo come Signore di Napoli.
A Rignano Garganico Rainulfo di nuovo sconfisse il Re, ma nell'aprile del 1139 morì e Ruggero sottomise gli ultimi ribelli.

### I rapporti tra il Regno di Sicilia e la Chiesa

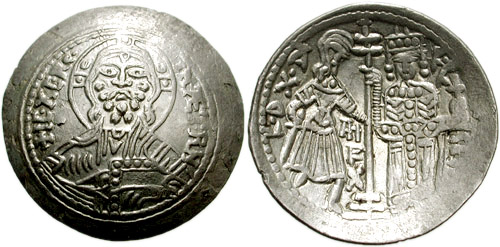
Ducale: scifato d'argento battuto il 1140 da Ruggero II. Fu emesso a Napoli a ricordo dell'investitura del ducato di Puglia concessa al primogenito, Ruggero, da papa Onorio II alla fine della guerra tra Ruggero ed il Papato. Al dritto Ruggero ed il figlio in piedi tengono una croce.

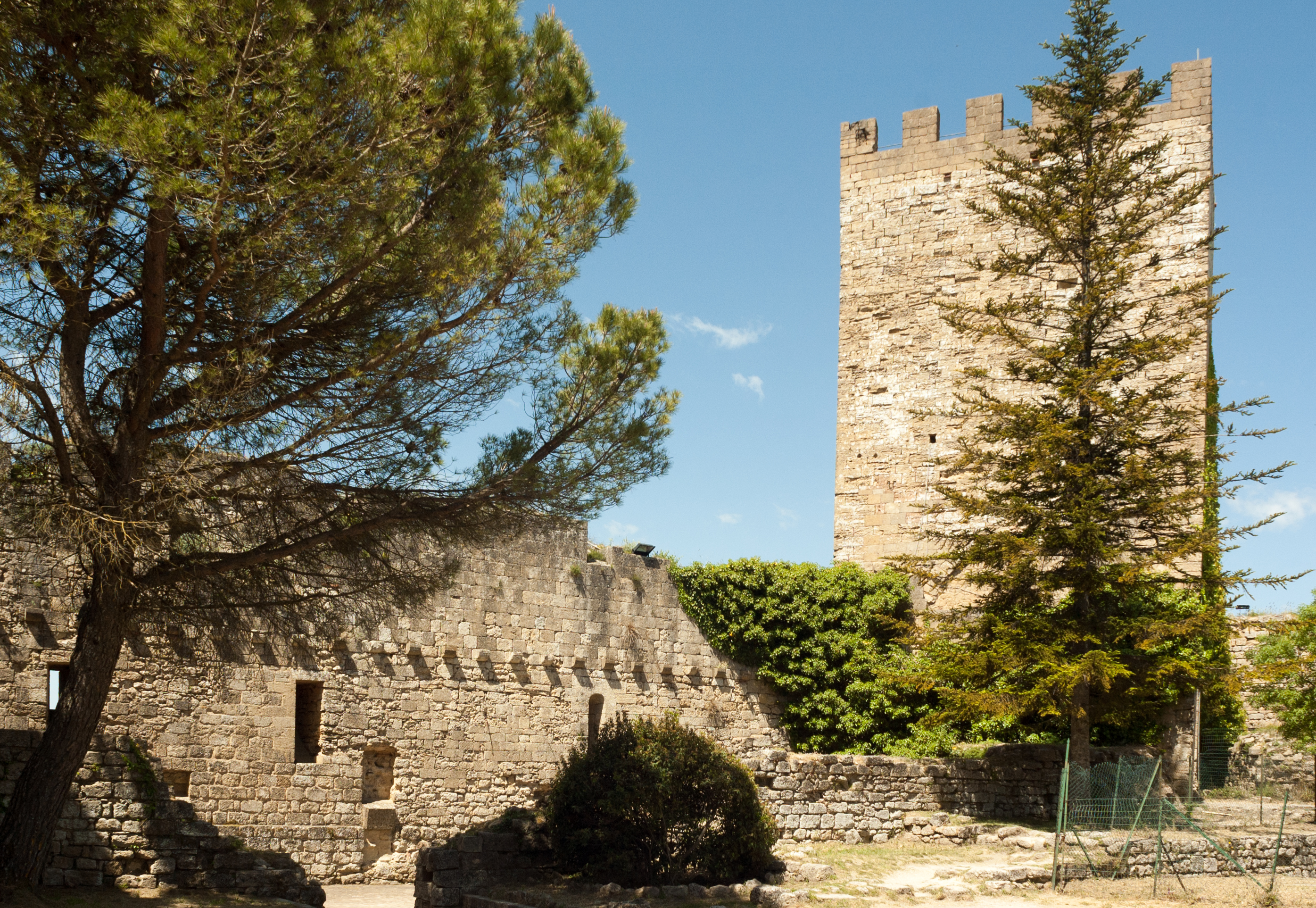
Il Castello di Lombardia a Enna, costruito secondo il volere di Re Ruggero II, è oggi considerato uno dei più inespugnabili d'Italia.

A questo punto Ruggero volle avere la conferma del titolo da Innocenzo II (Anacleto era morto nel gennaio 1138). Invece il papa, ancora restio a tale riconoscimento, dopo aver scomunicato Ruggero (8 luglio), invase il Regno con un grande esercito, ma venne  catturato in un'astuta imboscata a Galluccio (22 luglio 1139).

Dopo la vittoria del Re, il papa lo investì del titolo di Re di Sicilia, del ducato di Puglia e del principato di Capua (Rex Siciliae ducatus Apuliae et principatus Capuae). I confini del Regno furono alla fine fissati da una tregua con papa Lucio II nell'ottobre 1144.
Ruggero II era così divenuto uno dei più potenti sovrani d'Europa; nell'estate del 1140 egli convocò le Assise di Ariano, nel corso delle quali fu verosimilmente promulgato il corpus giuridico che formava la nuova costituzione del Regno di Sicilia. A lui si deve anche l'istituzione del Catalogus baronum, l'elenco di tutti i feudatari del regno, stilato per stabilire un più attento controllo del territorio, dei rapporti vassallatici e quindi delle potenzialità del proprio esercito.
In occasione delle Assise provvide inoltre a riformare la moneta del Regno di Sicilia, introducendo il ducale d'argento che per la prima volta fu coniato a Napoli, con grandi perplessità da parte della popolazione.

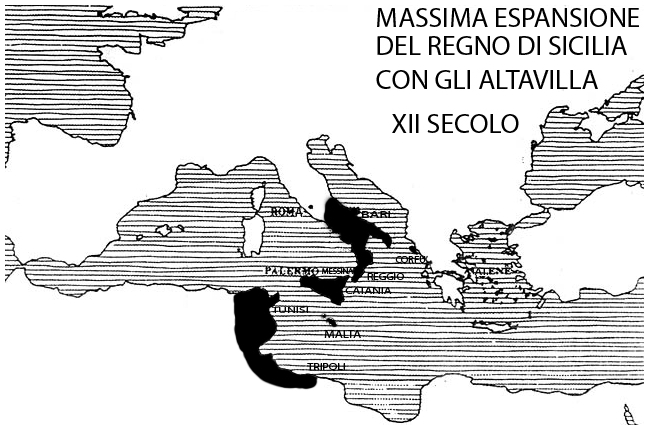
Nel 1150 Ruggero II aveva esteso il suo regno anche a Corfù ed al nord Africa (tra Tunisi e Tripoli)

A Palermo, Ruggero - che esibiva per i suoi sudditi musulmani il laqab arabo al-muʿtazz bi-llāh («il reso potente da Dio») - attrasse intorno a sé i migliori uomini di ogni etnia, come il famoso geografo arabo maghrebino al-Idrisi (Idrīsī o Edrisi), lo storico Nilus Doxopatrius, il poeta ʿAbd al-Raḥmān al-Itrābānishī che occupava anche posto di segretario e altri eruditi ancora. Il Re mantenne nel regno una completa tolleranza per tutte le fedi, razze e lingue. Egli fu servito da uomini di ogni nazionalità, come l'anglo-normanno Thomas Brun nella Curia, il greco Cristodulo nella flotta e il bizantino Giorgio di Antiochia, che nel 1132 fu fatto amiratus amiratorum (in effetti comandante in capo).

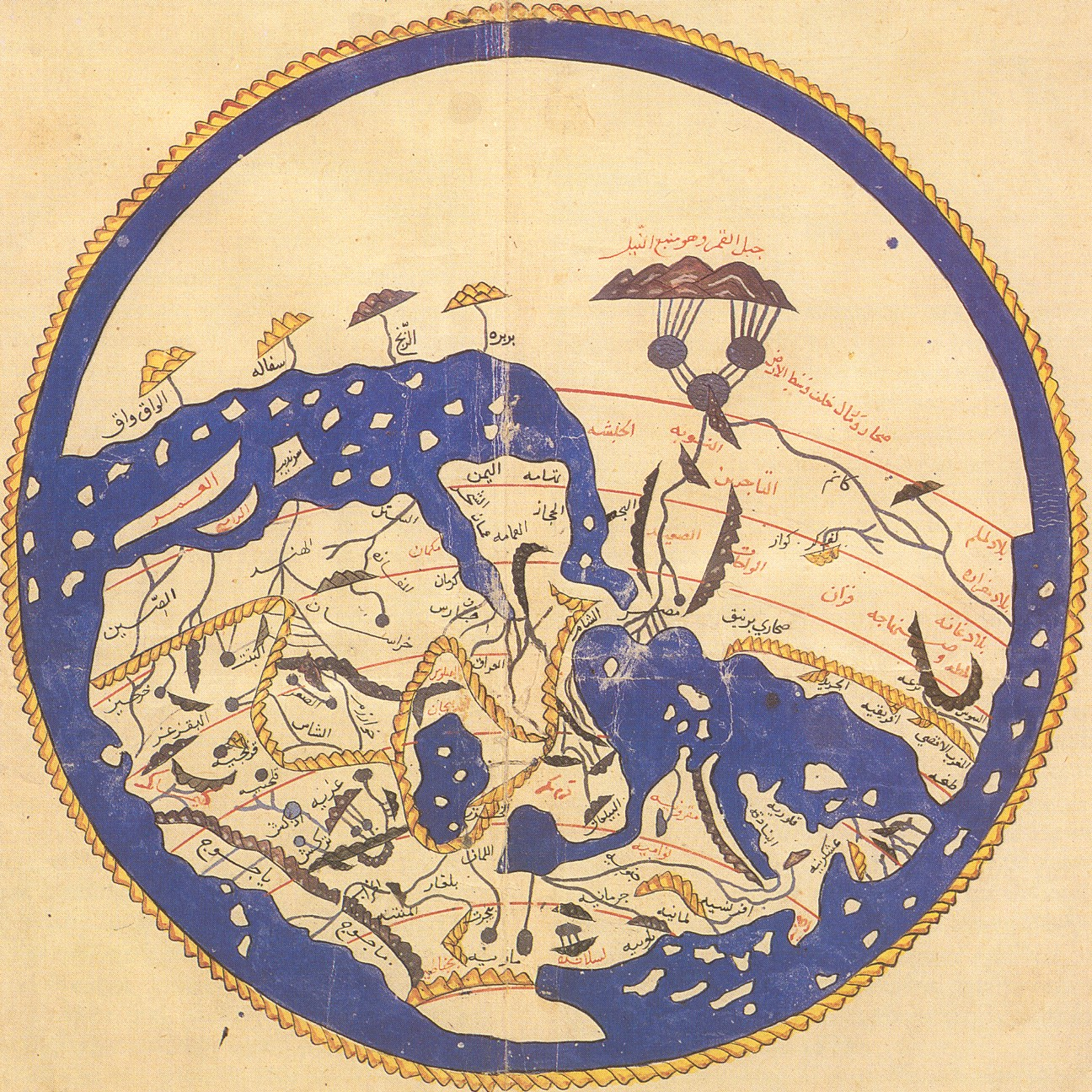
Tabula Rogeriana di al-Idrīsī.

Ruggero rese la Sicilia la potenza dominante del Mediterraneo. Grazie ad una potente flotta, costituita sotto diversi ammiragli, effettuò una serie di conquiste sulla costa africana (1135 - 1153), che andavano da Tripoli in Nordafrica a Capo Bon (Tunisia) e Bona (Algeria). Ruggero II creò in quei due decenni un "Regno normanno d'Africa" che divenne un "protettorato" siciliano, sostenuto in parte dalla residua piccola comunità cristiana nel Nordafrica.

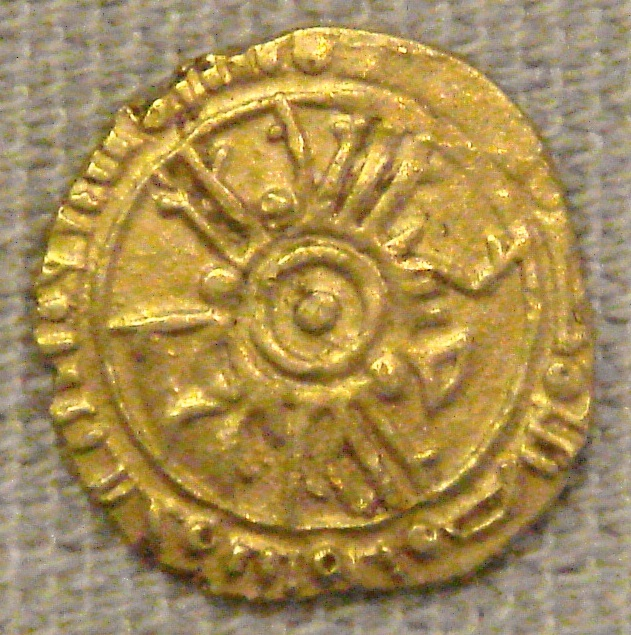
Tarì aureo, con scritte in arabo, coniato da Ruggero II (Palermo)

La Seconda crociata (1147-48) offrì a Ruggero l'opportunità di riprendere i progetti di Roberto il Guiscardo sull'Impero Romano d'Oriente. Giorgio di Antiochia fu mandato a Corinto alla fine del 1147 e spedì all'interno un esercito che saccheggiò Tebe. Nel giugno 1149 l'ammiraglio apparve davanti a Costantinopoli e sfidò l'imperatore bizantino Manuele I Comneno, lanciando frecce incendiarie contro le finestre del palazzo. Tuttavia l'attacco all'Impero non ebbe risultati durevoli, ma Ruggero conservò l'isola di Corfù. 

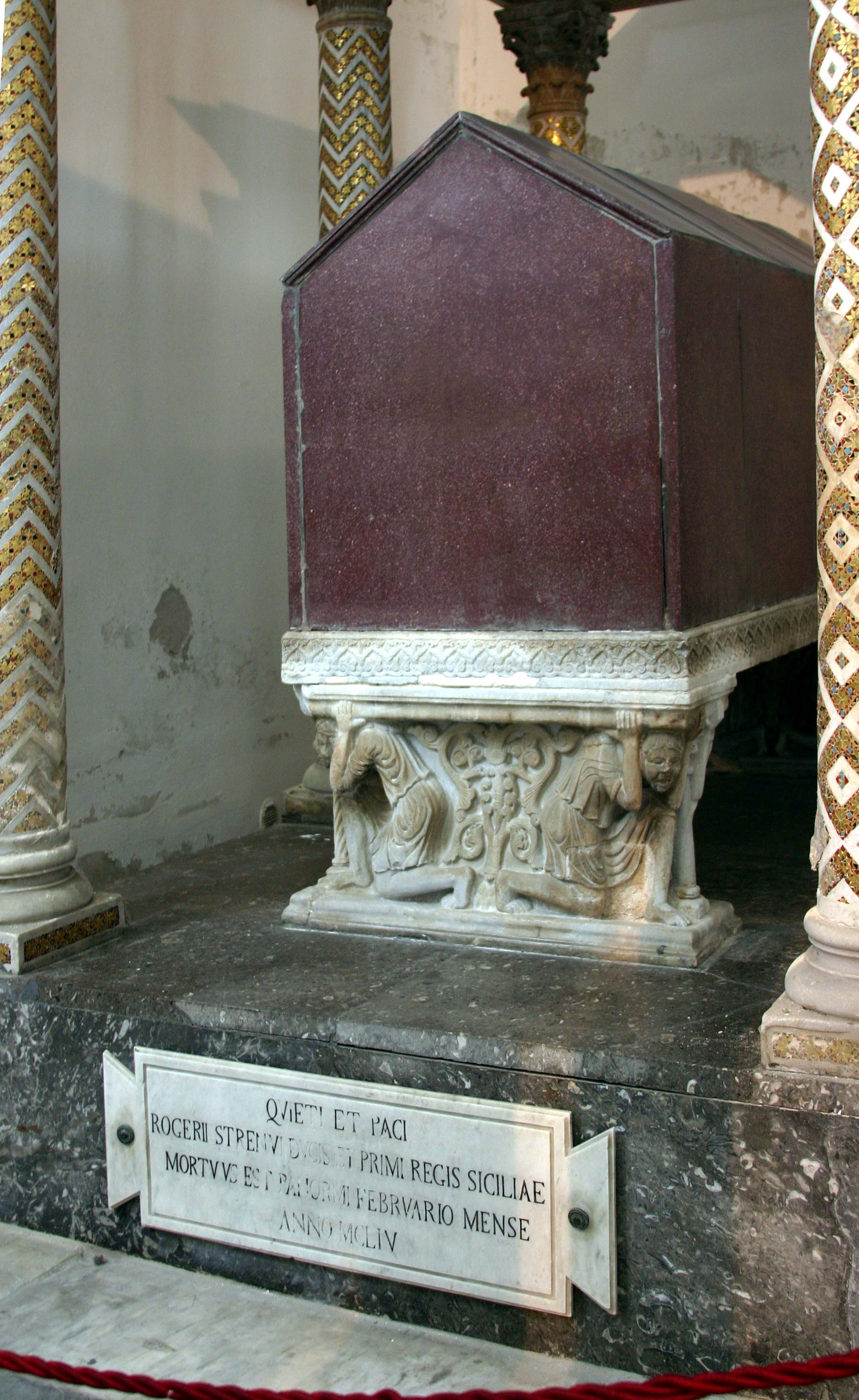
La tomba di Ruggero II nella Cattedrale di Palermo

Nel 1149 aiutò papa Eugenio III a rientrare a Roma dopo l'insurrezione di Arnaldo da Brescia. Il Re morì a Palermo il 26 febbraio 1154, e suo successore fu il quarto dei suoi figli, Guglielmo.
I Normanni riuscirono a mantenere le conquiste africane di Ruggero II fino al 1160.

## Matrimoni e discendenza
Ruggero sposò prima del 1118 Elvira di Castiglia (circa 1100 - 1135), dalla quale ebbe:
- Ruggero III (1118 - 1148), duca di Puglia, che da una relazione con Bianca di Lecce ebbe Tancredi pretendente al regno di Sicilia;
- Tancredi (ca. 1120 - 1138), principe di Bari;
- Guglielmo I (ca. 1121 - 1166), duca di Puglia e poi Re di Sicilia (1154-1166), detto Guglielmo il Malo;
- Alfonso (ca. 1122 - 1144), principe di Capua e duca di Napoli;
- Adelasia (ca. 1126 - dopo il 1184), contessa di Firenze di diritto, che sposò Jozzelino, conte di Loreto e, in seconde nozze, Roberto, conte di Loritello e Conversano;
- Enrico (ca. 1130 - 1143), principe di Taranto.

Morta Elvira, solo nel 1149, cioè dopo ben quattordici anni di vedovanza (con la preoccupazione della successione dinastica dopo la morte in successione dei suoi primi tre figli maschi), si unì in matrimonio con Sibilla di Borgogna (1126 - 1150) dalla quale ebbe:
- Enrico (29 agosto 1149 - morto bambino);
- Figlio nato morto (16 settembre 1150), anticipando di poco la stessa Sibilla che ebbe complicazioni post parto.

Quindi nel 1151 si affrettò a sposare Beatrice di Rethel (1135 - 1185) dalla quale nacque postuma la sola:
- Costanza (1154 - 1198), imperatrice e regina di Sicilia, sposa di Enrico VI di Germania (1165-1197) e madre di Federico II di Svevia.

Aveva anche almeno cinque figli illegittimi:
- Simone, principe di Taranto, nato da una figlia di Ugo I di Molise.
- Una figlia che sposò Enrico di Montescaglioso, la cui sorella Margherita di Navarra sposò Guglielmo I, figlio di Alfonso ed Elvira.
- Una figlia che sposò Adamo, patrizio di Napoli.
- Clemenza, che sposò Ugo II di Molise.
- Marina o Martina, che sposò Margarito di Brindisi.

## Ascendenza
|                           |                 |                         | Genitori                 |  |  | Nonni |  |  | Bisnonni |  |  | Trisnonni |  |
|                           |                 |                         |                          |  |  |       |  |  | …        |  |  | …         |  |
|                           |                 |                         |                          |  |  |       |  |  | …        |  |  | …         |  |
|                           |                 | …                       |                          |  |  |       |  |  | …        |  |  |           |  |
| Tancredi d'Altavilla      |                 |                         |                          |  |  |       |  |  | …        |  |  |           |  |
|                           |                 | …                       | …                        |  |  |       |  |  |          |  |  |           |  |
|                           |                 | …                       | …                        |  |  |       |  |  |          |  |  |           |  |
|                           |                 | …                       | …                        |  |  |       |  |  |          |  |  |           |  |
| Ruggero I di Sicilia      |                 | …                       |                          |  |  |       |  |  |          |  |  |           |  |
|                           |                 | Riccardo I di Normandia | Guglielmo I di Normandia |  |  |       |  |  |          |  |  |           |  |
|                           |                 | Riccardo I di Normandia | Guglielmo I di Normandia |  |  |       |  |  |          |  |  |           |  |
|                           |                 | Riccardo I di Normandia | Sprota                   |  |  |       |  |  |          |  |  |           |  |
| Fresenda                  |                 | Riccardo I di Normandia |                          |  |  |       |  |  |          |  |  |           |  |
|                           |                 | …                       | …                        |  |  |       |  |  |          |  |  |           |  |
|                           |                 | …                       | …                        |  |  |       |  |  |          |  |  |           |  |
|                           |                 | …                       | …                        |  |  |       |  |  |          |  |  |           |  |
| Ruggero II di Sicilia     |                 | …                       |                          |  |  |       |  |  |          |  |  |           |  |
|                           | Teuto di Savona | …                       |                          |  |  |       |  |  |          |  |  |           |  |
|                           | Teuto di Savona | …                       |                          |  |  |       |  |  |          |  |  |           |  |
|                           | Teuto di Savona | …                       |                          |  |  |       |  |  |          |  |  |           |  |
| Manfredo Incisa del Vasto | Teuto di Savona |                         |                          |  |  |       |  |  |          |  |  |           |  |
|                           |                 | Berta di Torino         | Olderico Manfredi II     |  |  |       |  |  |          |  |  |           |  |
|                           |                 | Berta di Torino         | Olderico Manfredi II     |  |  |       |  |  |          |  |  |           |  |
|                           |                 | Berta di Torino         | Berta di Milano          |  |  |       |  |  |          |  |  |           |  |
| Adelasia del Vasto        |                 | Berta di Torino         |                          |  |  |       |  |  |          |  |  |           |  |
|                           |                 | …                       | …                        |  |  |       |  |  |          |  |  |           |  |
|                           |                 | …                       | …                        |  |  |       |  |  |          |  |  |           |  |
|                           |                 | …                       | …                        |  |  |       |  |  |          |  |  |           |  |
| …                         |                 | …                       |                          |  |  |       |  |  |          |  |  |           |  |
|                           |                 | …                       | …                        |  |  |       |  |  |          |  |  |           |  |
|                           |                 | …                       | …                        |  |  |       |  |  |          |  |  |           |  |
|                           |                 | …                       | …                        |  |  |       |  |  |          |  |  |           |  |
|                           |                 | …                       |                          |  |  |       |  |  |          |  |  |           |  |

## Nella memoria storica
- Castel Ruggero, una frazione di Torre Orsaia, in provincia di Salerno, era originariamente chiamato Castra Roggerii perché ospitò intorno al 1150 un accampamento delle truppe di Ruggero II.[senza fonte]
- Il compositore polacco Karol Szymanowski, autore di alcuni viaggi in Sicilia, dedicò un'opera al primo sovrano siculo-normanno, intitolata Re Ruggero. L'opera esordì a Varsavia nel 1926 ed è stata riproposta in tre occasioni a Palermo: due volte al Teatro Massimo (1949, 2005) e una volta al Teatro Politeama (1992).